# Emanuel Macek
Emanuel Macek (11. dubna 1924 Hradec Králové – 27. března 1997) byl český bibliograf a editor spisů F. X. Šaldy, J. K. Tyla, Ivana Olbrachta a Karla a Josefa Čapkových.

## Publikace
- Seznam děl v Souborném katalogu ČR, jejichž autorem nebo tématem je Emanuel Macek
- Smysl dějin české literatury v díle F. X. Šaldy, 1950
- F. X. Šalda – Život a dílo, 1967
- Bibliografie české beletrie a literární vědy – Met. příručka, 1969
- Králík kontra Barák, 1978